# Abdelkader Lahmar
Abdelkader Lahmar (geb. 1971 in Vaulx-en-Velin, Frankreich) ist ein Politiker der Partei La France insoumise (LFI) und Abgeordneter der Französischen Nationalversammlung. 

## Leben
Abdelkader Lahmar wurde 1971 in Vaulx-en-Velin geboren und wuchs im Quartier Mas de Taureau auf. Später zog er nach Villeurbanne, dann Caluire-et-Cuire, bevor er wieder nach Vaulx-en-Velin zurückkehrte. Seit 1996 ist er Lehrer in Vaulx-en-Velin. Abdelkader ist Vater von drei Kindern und algerischer Herkunft.

### Politische Laufbahn
Sein Interesse an der Politik begann, nachdem 1990 im Mas de Taureau ein Mann gestorben war, nachdem er mit einem Polizeiwagen zusammengestossen war. Lahmar kandidierte bei den Lokalwahlen 1995 und 2001 in Vaulx-en-Velin für Le choix vaudais, doch wurde er nicht gewählt. Bei den Wahlen zur Nationalversammlung im Jahre 2022 kandidierte er für On s'en Mele innerhalb der Nouvelle union populaire écologique et sociale (NUPES), doch er wurde nicht gewählt. Im Juni 2024 kandidierte er bei den Wahlen zum Europäischen Parlament für die Partei LFI, doch wurde er auch da nicht gewählt, was auch daran lag, dass er nur auf einem hinteren Listenplatz aufgeführt wurde. Bei den vorgezogenen Wahlen zur Französischen Nationalversammlung im Juni und Juli 2024 kandidierte er erneut für die LFI und dieses Mal wurde er gewählt.